# Église Saint-Georges (Scena)

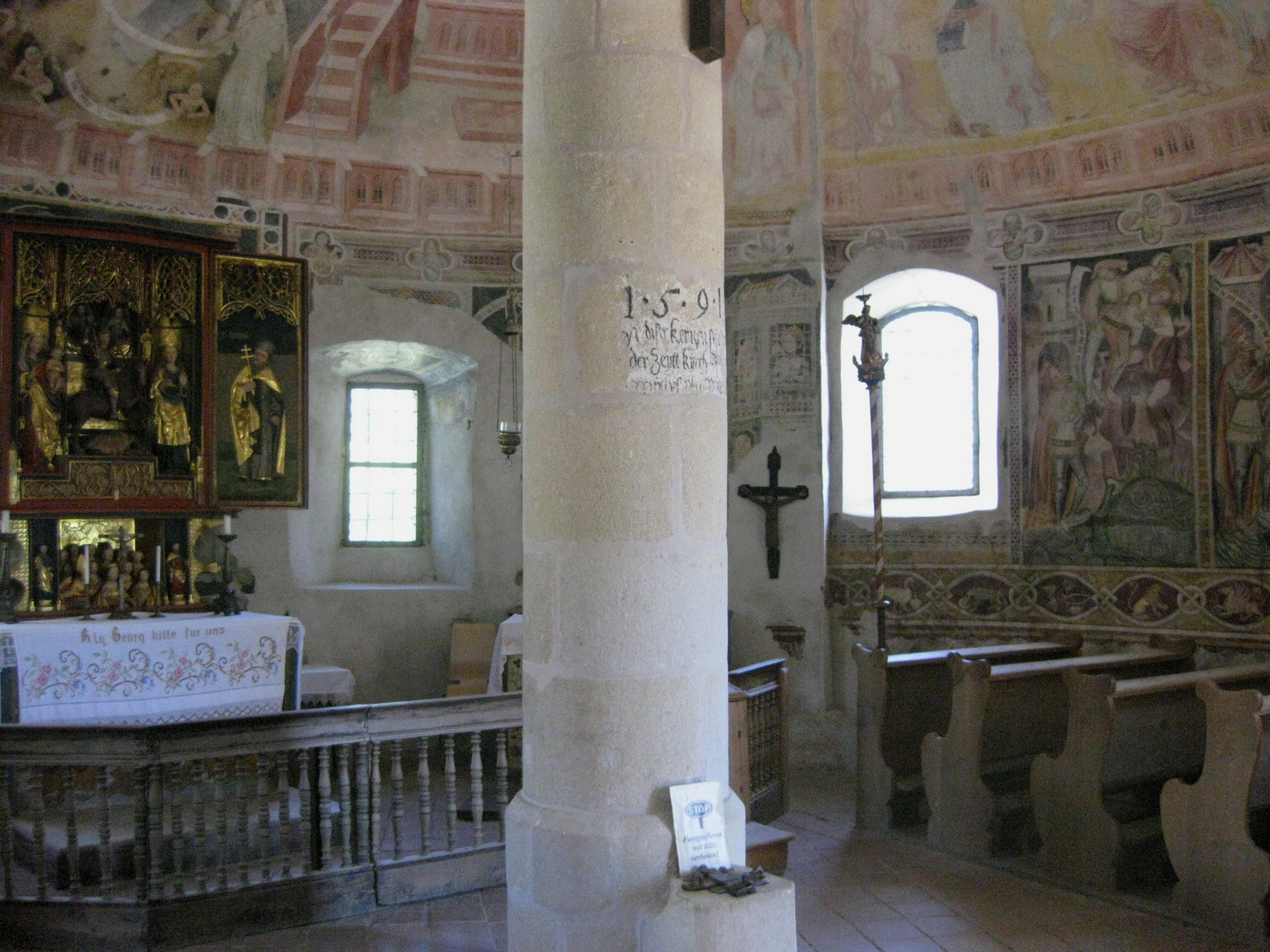
Intérieur de l'église Saint Georges. À gauche du pilier central, le retable sculpté, immédiatement à sa droite la croix de sainte Wilgeforte, puis de début de la fresque du martyre de saint Georges. Sur la voûte, le jugement dernier.

L'église Saint-Georges de Scena (en allemand St. Georg ou St. Georgen) est une église catholique romaine à nef circulaire romane du XIIe siècle située à  Scena dans le Tyrol du Sud, en Italie. Elle est décorée de fresques du XIVe siècle. Le retable en style gothique tardif est attribué à l'atelier Hans Schnatterpeck. Un objet rare et particulièrement remarquable est la sculpture en bois baroque de sainte Wilgeforte, vierge barbue crucifiée, légendaire sainte de la piété populaire.   

## Situation géographique
L'église est située dans le hameau St. Georg, à Oberdorf, dans le haut de Scena. Elle est située à côté du premier château ministériel des seigneurs de Scena, dont subsistent seulement les fondations, sur lesquelles est construite une maison, appelée « Uhlenturm » oder « Uolenturm ». À proximité se trouvent deux fermes exploitées comme restaurants.

## Histoire
L'origine de la construction de l'église est inconnue. Elle est peut-être, d'après Notburga Unterthurner-Oberbichler,  une collégiale, érigée par Oldoricus de Sennano, compagnon  du comte Albert III du Tyrol (de), au retour de la quatrième Croisade ou alors, selon Mathias Frei,  comme une église construite pour servir à la population de la partie haute du village, et aux seigneurs de Scena comme une chapelle du château, jusqu'à ce que Petermann de Scena, favori de Marguerite de Carinthie fasse construire le château de Scena. Petermann de Scena cède la vieille chapelle « à ses cousins Reinprecht et Wernher » dans un acte de 1346 où l'église est documentée pour la première fois. L'église a été mentionnée dans un document.
L'église est en forme de rotonde, aux voûtes à croisées d'ogives, avec un pilier central, le toit pointu initialement couvert d'ardoises en bois. L'église est décorée de fresques. Le clocher, avec ses fenêtres à lancettes et un toit pointu pyramidal, érigé sur le côté nord-est, a été ajouté probablement au XVe siècle. Selon la tradition, l'église a été frappée par la foudre au XVIe siècle qui a détruit une partie des fresques et menacé la stabilité de l'ensemble. Le pilier central en granite n'a été ajouté qu'en 1591 pour fortifier l'ensemble.
Le 7 septembre 1969 plusieurs statues ont été volées du maître-autel, parmi lesquelles une Madone, une sainte Barbe et les apôtres Pierre et Paul. La sculpture de Wilgeforte, également volée, a été retrouvée en 1974.

## Description

### Fresques

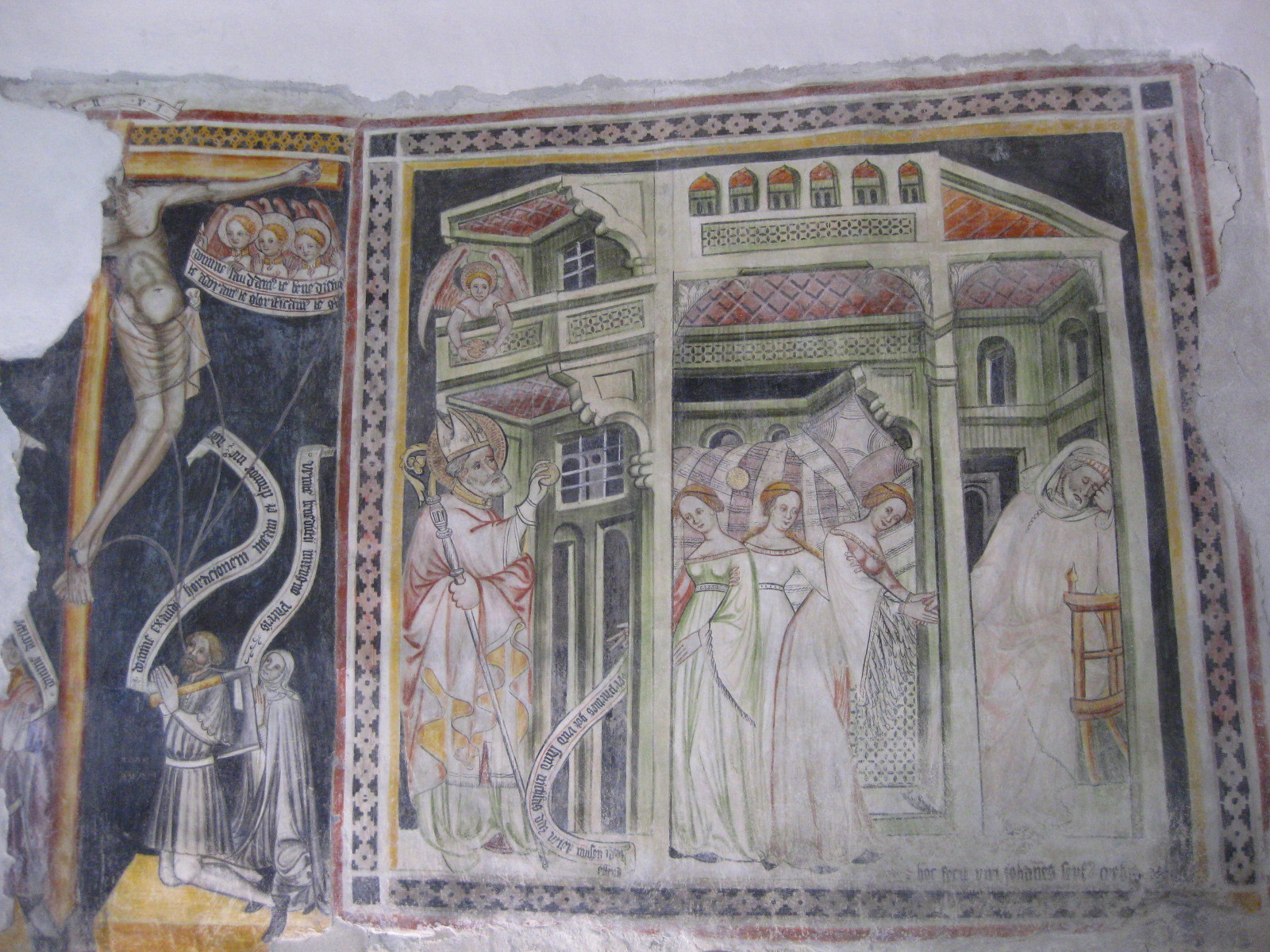
Légende de saint Nicolas : dot aux trois vierges.

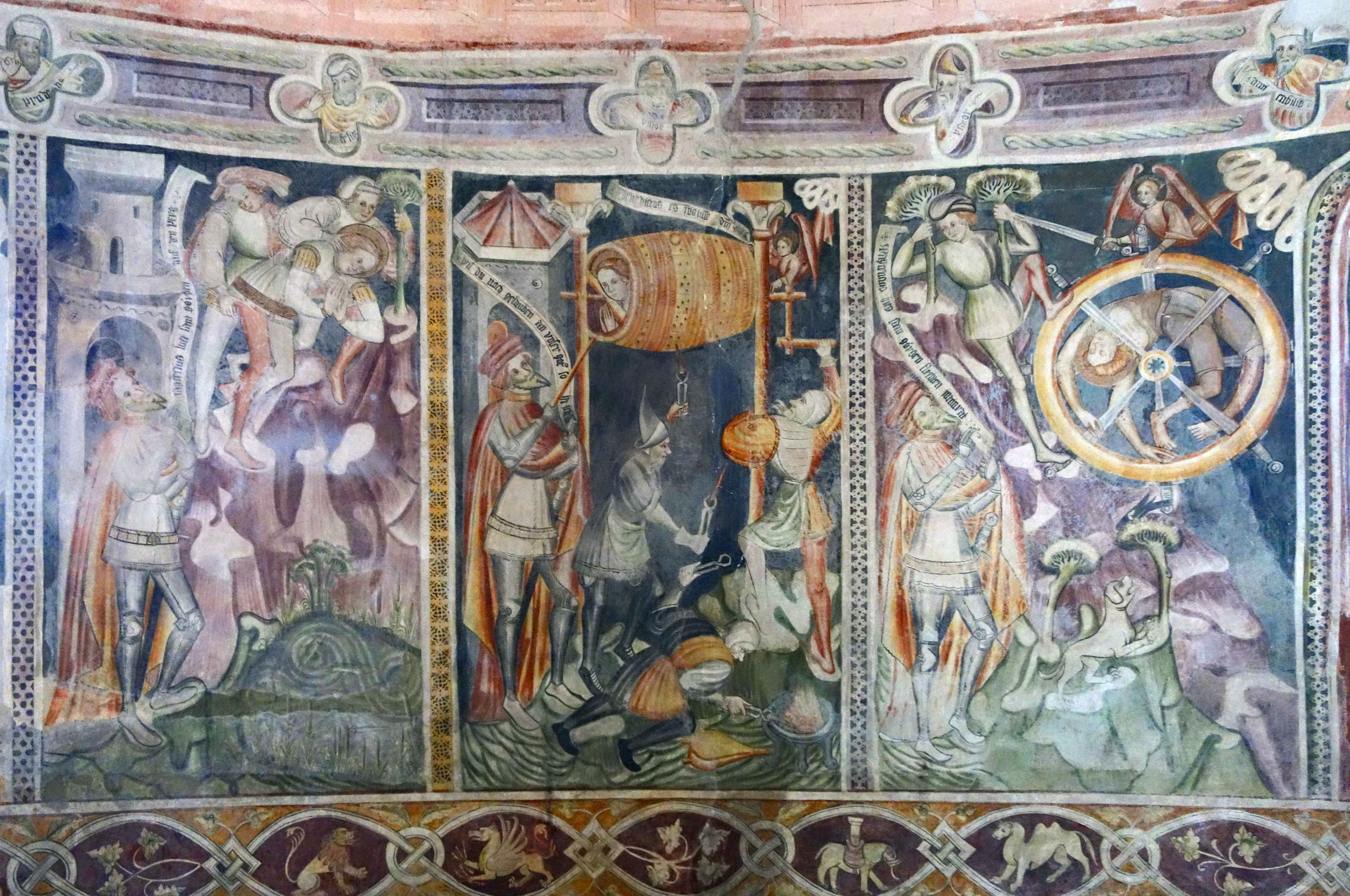
Scènes du martyre de saint Georges.

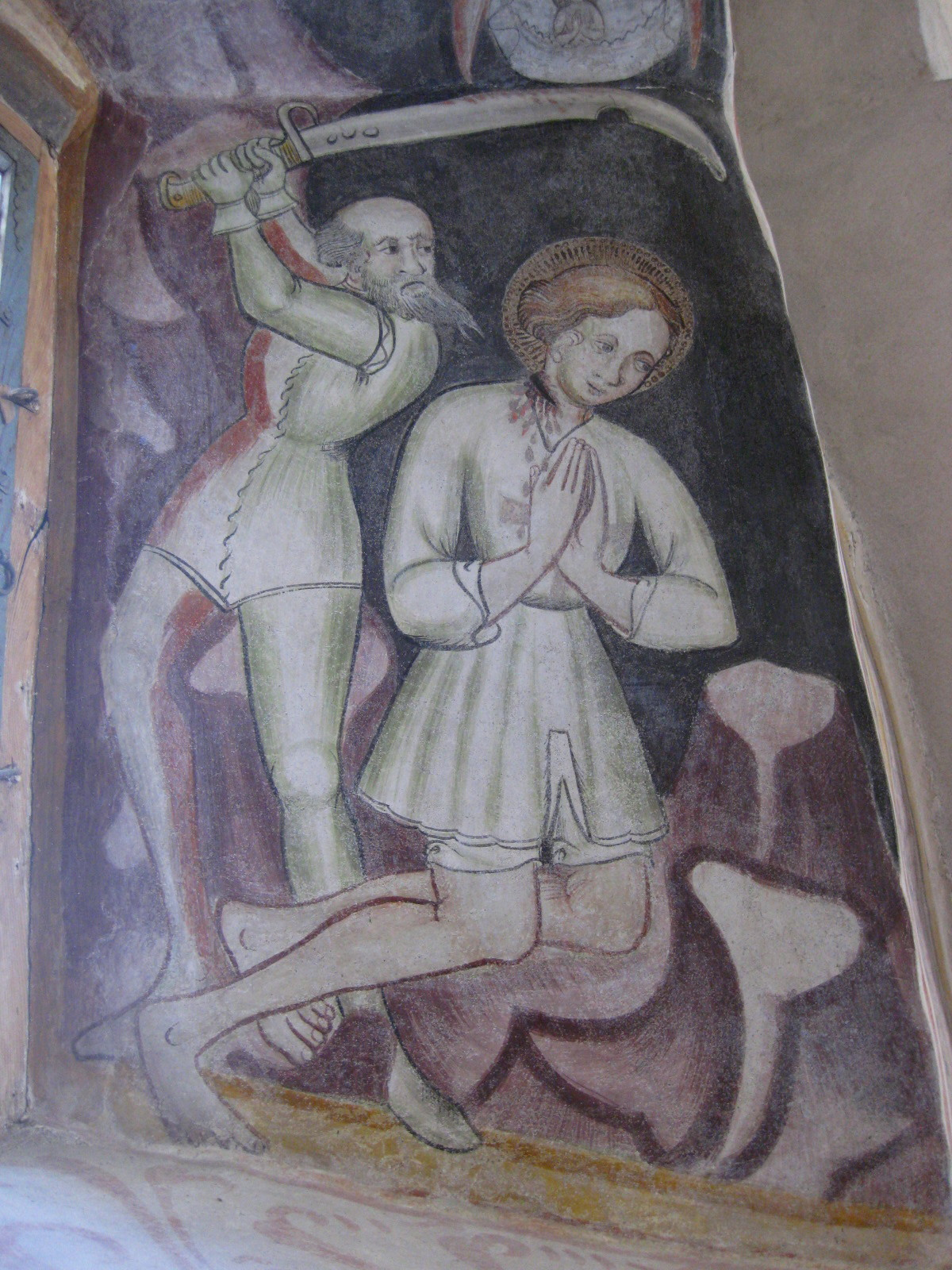
Décapitation de saint Georges.

Les fresques ont été créées entre 1350 et 1400 en trois phases, par trois maîtres différents. Elles ont été restaurées au début du XXe siècle, et « dérestaurées » en 1987-1988. Un premier cycle, assez abîmé, est caché par le maître-autel; un autre cycle de fresques a probablement été créé dans la dernière décennie du XIVe siècle par un maître inconnu,  qui a aussi pris une part prépondérante dans les décorations du Château de  Lichtenberg (de), de l'église Saint-Procule (de) de Naturno et de l'église Saint-Nicolas de Rojen, dans la commune de Curon Venosta.
Les fresques sur la voûte au-dessus du maître-autel montrent la scène du jugement dernier, avec le Christ en juge et la résurrection des morts. Ces peintures datent d'environ 1405, mais sont d'un troisième artiste, et elles sont moins bien conservées.
L'épisode de la dot des trois vierges de saint Nicolas de la fresque sur le côté ouest et traitée en trois pans : à gauche saint Nicolas qui tient une pièce d'or dans sa main; au centre les trois vierges, avec une pièce d'or qui vient d'être lancée et qui est encore en l'air, et à droite le père endormi, auquel l'une des vierges remet une pièce d'or. Sur la frange, en bas à droite, on voit clairement une inscription qui dit que la fresque est le don d'un certain Johannes,  valet à  la ferme « Krebishof » près de l’église, ferme qui existe toujours.
La fresque est précédée d'une autre, à sa gauche, dont on voit une partie. Le Christ en croix est loué par un chœur de trois angelots. Il est admiré par un couple de travailleurs, d'après l'outil porté par l'homme. L'homme est le valet Johannes du  Krebishof, accompagné de sa femme, l'outil peut faire allusion à un accident qui se soit bien terminé.  Le sang jaillissant des plaies du Christ touche les lèvres de l'homme.
Le martyre de  saint Georges est présenté dans une autre fresque qui, en trois panneaux également, décrit les innombrables tortures infligées au saint. La frise inférieure est ornée d'une série d'animaux sauvages. Le style de ces peintures est particulièrement « courtois ». Les divers actes du martyre sont montrés de manière digne et sobre malgré leur teneur. La décapitation de saint Georges est le sujet d'une autre fresque.
Le peintre des fresques n'est pas, d’après son style, directement lié aux écoles locales de peinture du XIVe siècle, mais plutôt issu du cercle de Nicolo Bambarossi de Padoue venu à Bolzano et qui introduit les techniques de la peinture Trecento. Les figures d'encadrement des scènes ressemblent à des motifs des cosmati, ces ornements fins de mosaïques de l'Italie du Nord des XIIe et XIIIe siècles. Le peintre des fresques de la voûte a également utilisé une technique rare pour les nimbes qui ne sont pas entourés d'un chapelet de perles mais faits à travers quatre cercles concentriques.

### Retable

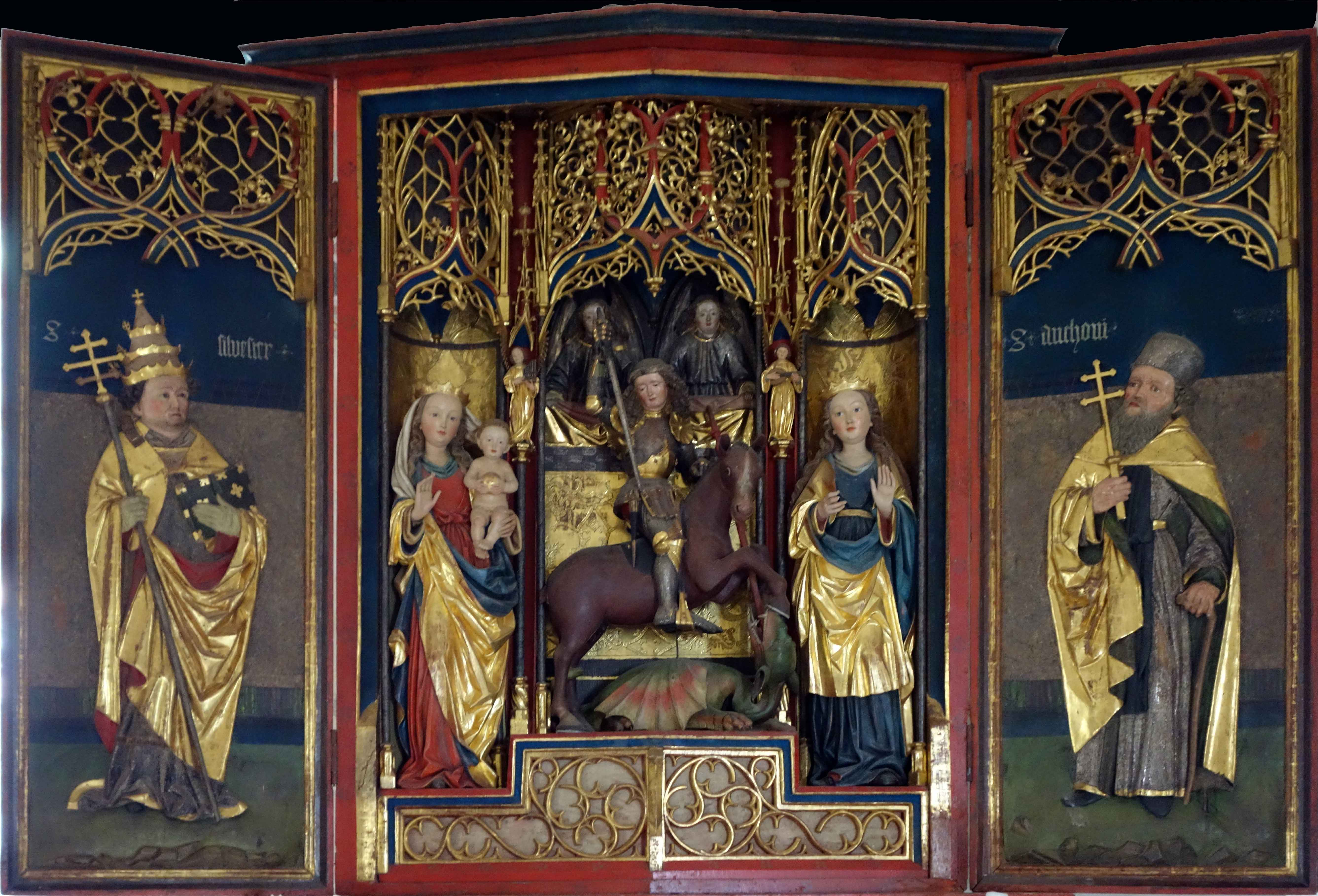
Retable, attribué à l'atelier de Hans Schnatterpeck.

Le retable n'a été attribué que récemment à l'atelier de Hans Schnatterpeck. Hans Schnatterpeck (le père) était actif à Merano entre 1480 et 1510, le fils jusqu'en 1540. Le retable est un triptyque sculpté avec une prédelle. L'écrin central montre saint Georges terrassant le dragon, à l'arrière deux anges tenant une draperie. À gauche, une Vierge à l'Enfant couronnée, à droite une sainte également couronnée. 
Sur les colonnettes, deux petits anges musiciens. Les volets montrent le pape Silvestre Ier et saint Antoine. La prédelle contient une sainte Ursule avec onze compagnes et en avant-plan à gauche un évêque et un diacre. La Madone, la sainte Barbe et les apôtres Pierre et Paul sont des œuvres qui remplacent les statuettes volées. Il en est de même des angelots musiciens.

### Autre mobilier

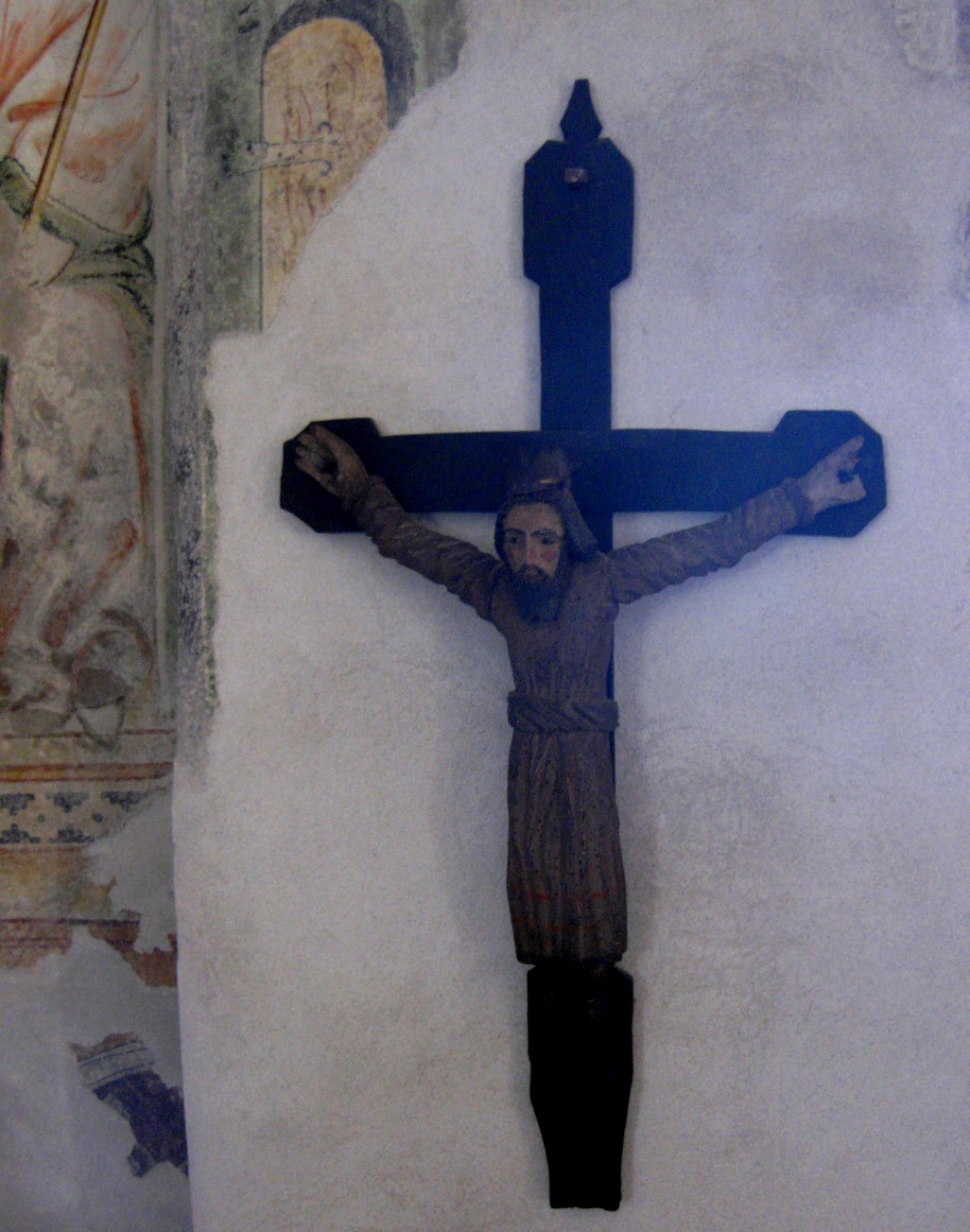
Croix de sainte Wilgeforte.

La croix de Wilgeforte, aussi baroque,  est d'un sculpteur inconnu. Elle montre la sainte vêtue d'une simple robe,
L'église contient en outre, sur des consoles murales,  des statues de Wolfgang de Ratisbonne portant le modèle de l'église, et de saint Nicolas. Celle d'Urban Ier  date des alentours de 1700. La chaire avec  l'abat-voix est du début du XVIIe siècle.